# Patrick Larragoiti
Patrick Antônio Claude de Larragoiti Lucas (França, 6 de dezembro de 1959) é o herdeiro do Grupo SulAmérica, sendo trineto do fundador do grupo e também o seu atual presidente do conselho administrativo.

## Trabalho
O empresário assumiu a presidência da empresa em 1999, aos 40 anos, após um treinamento de dois anos com o seu antecessor, Rony Lyrio
.
Patrick Larragoiti concretizou a parceria da SulAmérica com o poderoso grupo holandês ING Group
, criou a Rádio SulAmérica Trânsito em parceria com o Grupo Bandeirantes de comunicação, conduziu o reposicionamento da empresa no mercado e a entrada de seus papéis no mercado de ações, e tem guiado a SulAmérica em suas principais mudanças desde a virada do século.
Em 2009, Patrick Larragoiti concretizou a mudança de sede, do prédio histórico na Rua da Quitanda 86, para um complexo de
edifícios inteligentes na Cidade Nova, ambos no Rio de Janeiro a cidade que tradicionalmente sempre abrigou a sua Matriz.
Em meados de 2010, Patrick Larragoiti reafirmou a mudança na política da SulAmérica, deixando a sua presidência executiva, transmitindo a presidência para Thomaz Cabral de Menezes, um executivo do mercado de corretores de seguros. Larragoiti desde então preside o conselho de administração, além de ser sócio majoritário do grupo através da Sulasapar Participações S.A..